# Alter Pfarrhof (Rommelshausen)

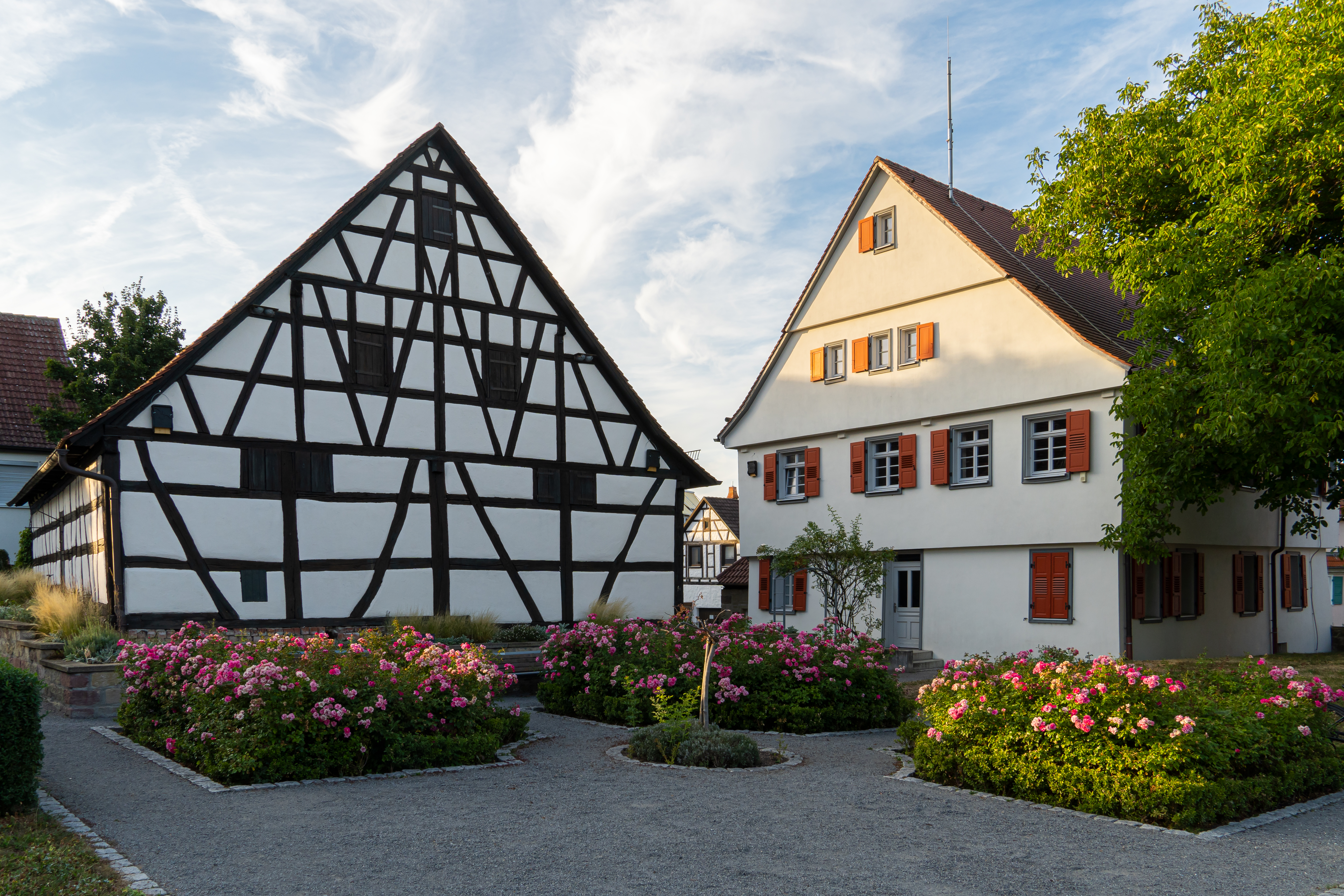
Pfarrhof in Rommelshausen (2021)

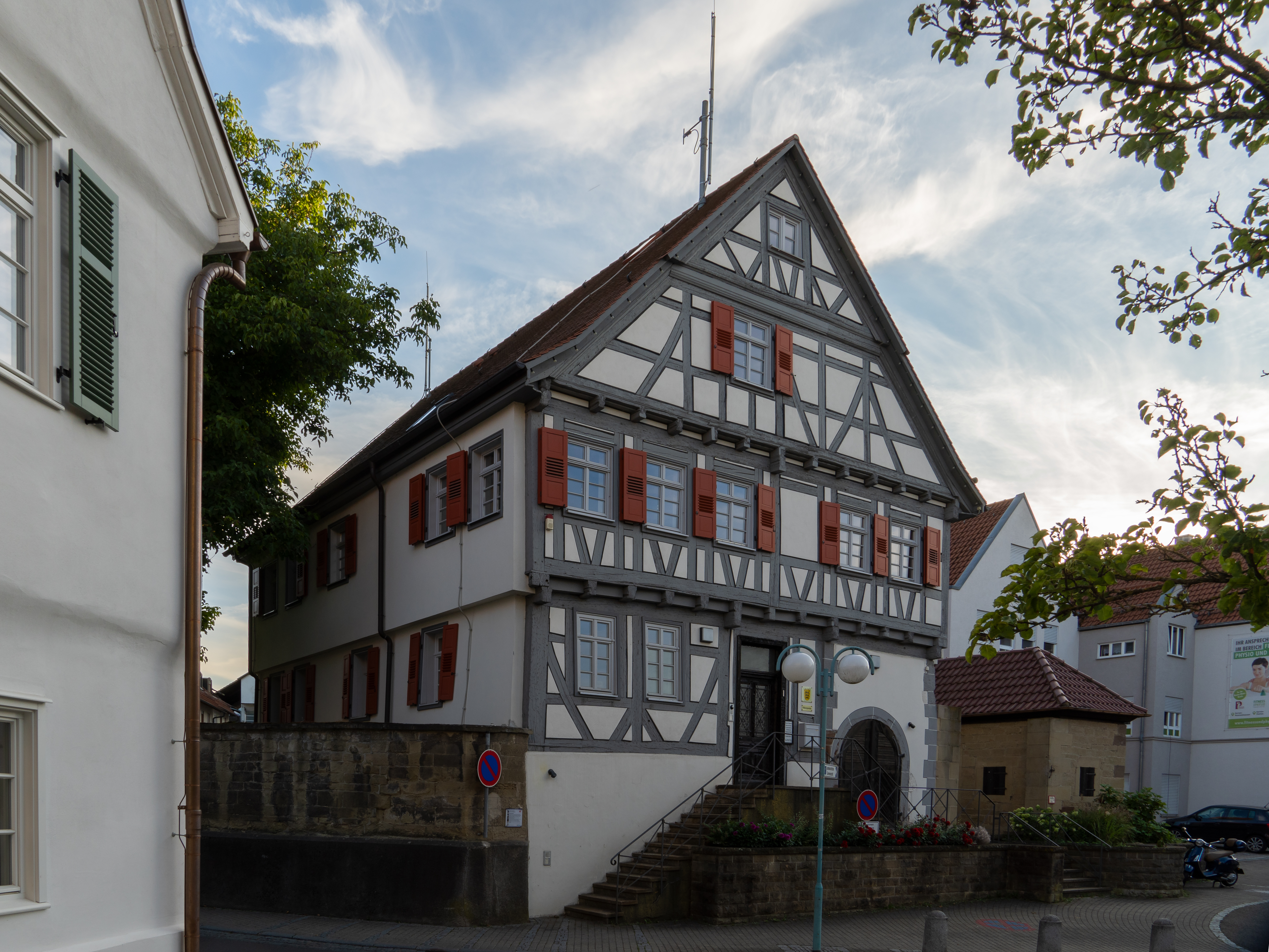
Ehemaliges Pfarrhaus in Rommelshausen (2022)

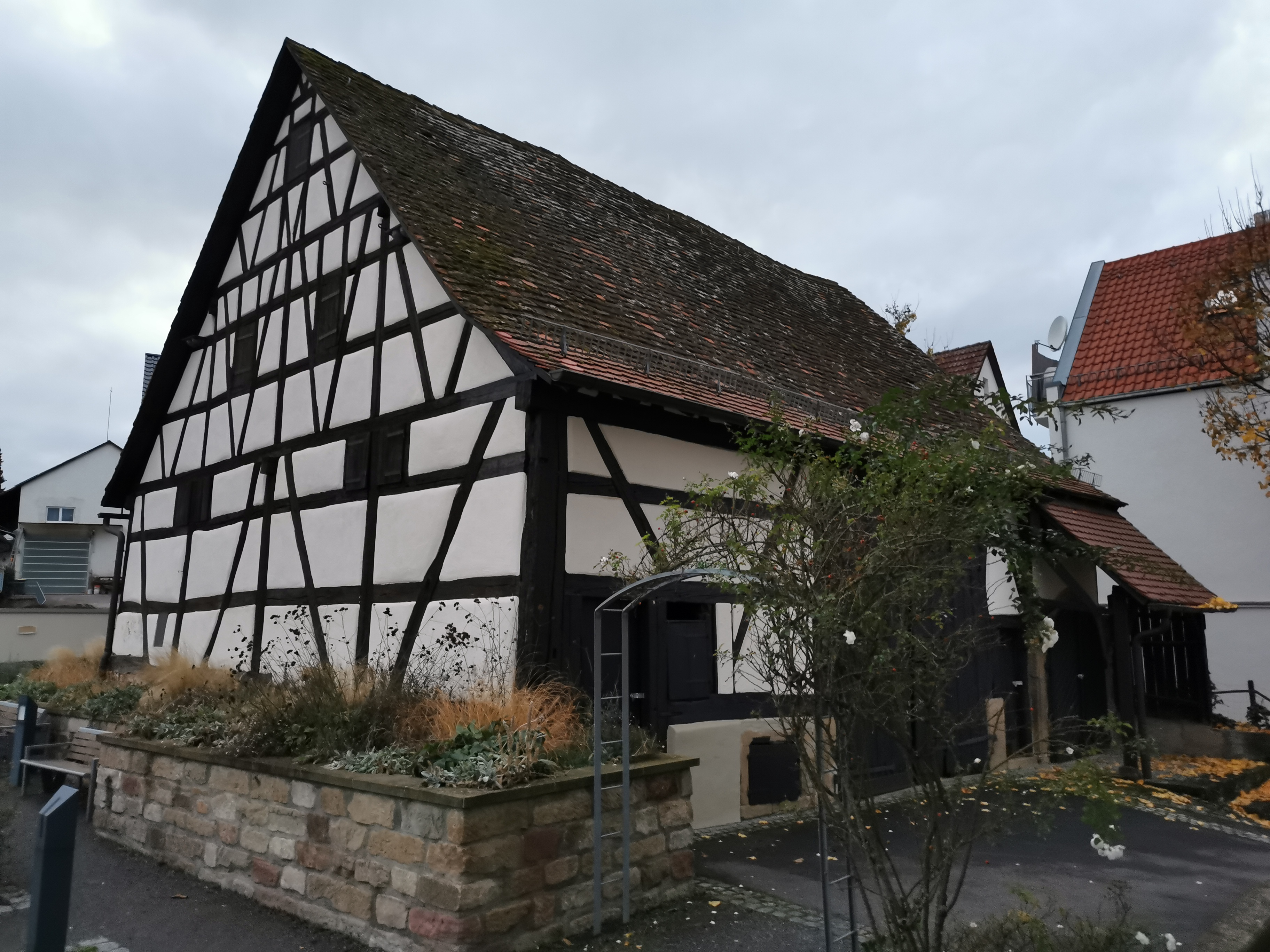
Scheune (2021)

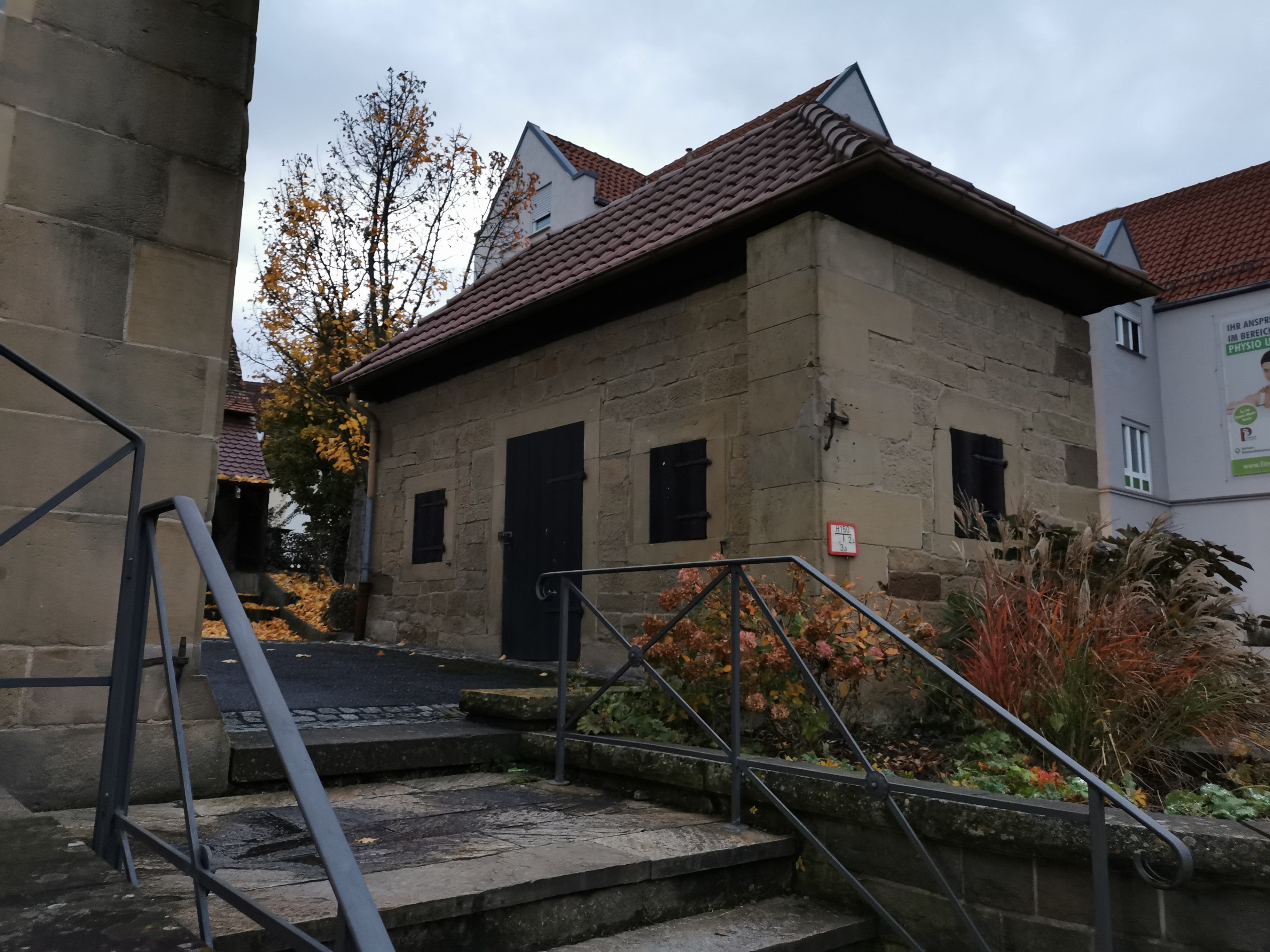
Backhaus (2021)

Der Alte Pfarrhof ist ein Kulturdenkmal im Zentrum von Rommelshausen.

## Lage
Der Hof befindet sich unweit der Mauritiuskirche und des alten Rathauses. Aufgrund dieser Lage ist er ein Ortsbild prägendes Ensemble.

## Gebäude
Das Pfarr-, das Wasch- und das Backhaus und die voll unterkellerte Pfarrscheuer bilden, zusammen mit der Ummauerung, den Pfarrhof.

## Geschichte
Der Pfarrhof wurde in einem alten Lagerbuch bereits 1492 erwähnt.
Das gemauerte und in Fachwerk ausgeführte Pfarrhaus stammt aus dem 16. Jahrhundert.
Die Scheune stammt aus dem 17. Jahrhundert. Diese wurde 1743 um einen großen Gewölbekeller erweitert.
Ergänzt wurde außerdem noch 1819 das Wasch- und Backhaus.
Heute befindet sich eine Polizeidienststelle im ehemaligen Pfarrhaus.